# Brett Scallions

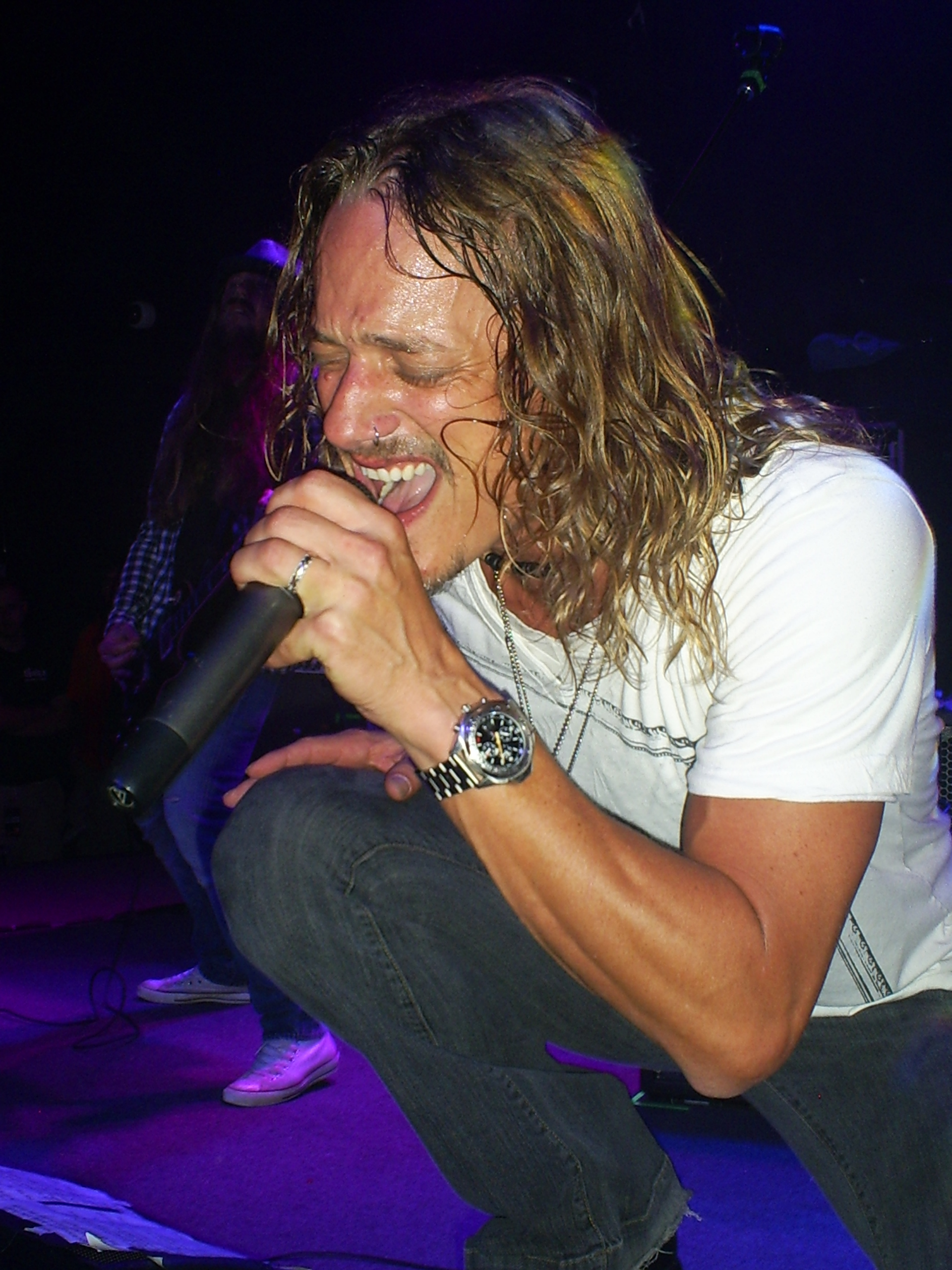
Scallions en 2012 tocando con la banda Fuel.

Brett Allen Scallions (21 de diciembre de 1971) es un músico estadounidense, conocido por haber sido el vocalista y guitarrista de la banda de Rock Fuel hasta 2006 y luego desde 2010 hasta 2021.
Nació en Brownsville, Tennessee, Scallions ganó muchos reconocimientos como vocalista de la banda Fuel desde 1993 al 2006. 
Durante ese tiempo, la banda lanzó tres álbumes importantes, incluido el doble platino Something Like Human. Su período inicial con la banda terminó en febrero de 2006, con Scallions debido a falta de pasión como el principal factor que contribuyó a su partida. Scallions ha negado los problemas vocales y los rumores negativos de cirugía vocal como las razones de su partida.

Scallions ha sido clasificado en el Top 100 de vocalistas de heavy metal por Hit Parader (# 50).
- Datos: Q2263592
- Multimedia: Brett Scallions / Q2263592

## Vida personal
Scallions está actualmente casado con Abby Gennet, guitarrista y cantante de Slunt. Tienen dos hijos juntos; Jagger Song Scallions (nacido el 7 de septiembre de 2007) y Sawyer Cruz Scallions (nacido el 9 de diciembre de 2010) 

## Su regreso a Fuel
Después de que Brett Scallions abandonó Fuel en febrero de 2006, los tres miembros restantes de la banda eligieron continuar con el nuevo vocalista Toryn Green. Con Green, Fuel grabaría un álbum sin éxito, "Angels & Devils" de 2007 y en gran parte estaría inactivo en 2008 debido a problemas legales con su entonces sello Epic Records. 
Durante la inactividad de Fuel, Brett Scallions y el bajista Jeff Abercrombie se unieron por primera vez desde la partida de Scallions en 2006 para hacer una gira como "Re-Fueled". Scallions y Abercrombie reclutaron al guitarrista Yogi Lonich de Chris Cornell y al famoso baterista de Buckcherry, Ken Schalk, antes de Candiria para completar la unidad. Su presentación debut fue un evento gratuito que tuvo lugar el 28 de agosto de 2009 en Tempe Marketplace, tocando canciones de los álbumes de Sunburn y Something Like Human en forma exclusiva. 
Aún sin noticias de la encarnación oficial de Fuel y con Re-Fueled incrementando su programa de giras, las especulaciones sobre el futuro de Fuel comenzaron a aumentar, incluida cierta confusión por parte de la vocalista Toryn Green. Green explicó que no había escuchado nada de los otros miembros, pero expresó su apoyo por ver a Scallions nuevamente en el escenario cantando canciones de Fuel clásicas nuevamente. Finalmente, el 8 de abril de 2010, se anunció que Re-Fueled se había disuelto, y que el guitarrista / cantante original Carl Bell, y el bajista Jeff Abercrombie habían dejado a Fuel para perseguir otros esfuerzos. Toryn Green y el baterista Tommy Stewart también dejaron la banda. El mismo día, Brett Scallions reformó Fuel con Lonich, Schalk y el exbajista de Shinedown Brad Stewart.
Un par de canciones nuevas se abrieron camino en los sets en vivo de Fuel entre 2010 y 2013, comenzando con una canción titulada "Headache", y en marzo de 2012 se anunció que Fuel tenía la intención de lanzar un nuevo álbum, que sería la primera contribución de Fuel a Incluye Scallions desde 2003's Natural Selection. A finales de abril de 2013, el rastreo del nuevo álbum se había completado y la banda prometió que pronto se lanzaría un nuevo sencillo.
El 5 de diciembre de 2013, se presentó el primer nuevo tema del próximo álbum de Puppet Strings, y el primer sencillo oficial se lanzó para el lanzamiento en enero de 2014, y el lanzamiento del álbum se realizará el 4 de marzo. 
En junio de 2014, el lanzamiento del álbum fue seguido con la canción "Cold Summer" que se lanzó como sencillo. Scallions ha declarado que escribió la canción durante su mandato original en Fuel, en algún lugar alrededor de 2002. Originalmente conocido como "Hit and Sorry", recuerda haberlo grabado tantas veces que casi se dio por vencido en la canción. Después de agregar un nuevo coro con contribuciones del productor Eddie Wohl y consultar las opiniones de sus compañeros de banda, se tomó la decisión de incluir la canción en el álbum. 
En 2015, Scallions se embarcó en su primera gira . Interpretó canciones de Fuel y cubrió algunas de sus canciones favoritas que fueron fundamentales en su viaje musical.